# NGC 3606
NGC 3606 (również PGC 34378) – galaktyka eliptyczna (E), znajdująca się w gwiazdozbiorze Hydry. Odkrył ją John Herschel 20 kwietnia 1835 roku.